# Poule comme animal de compagnie

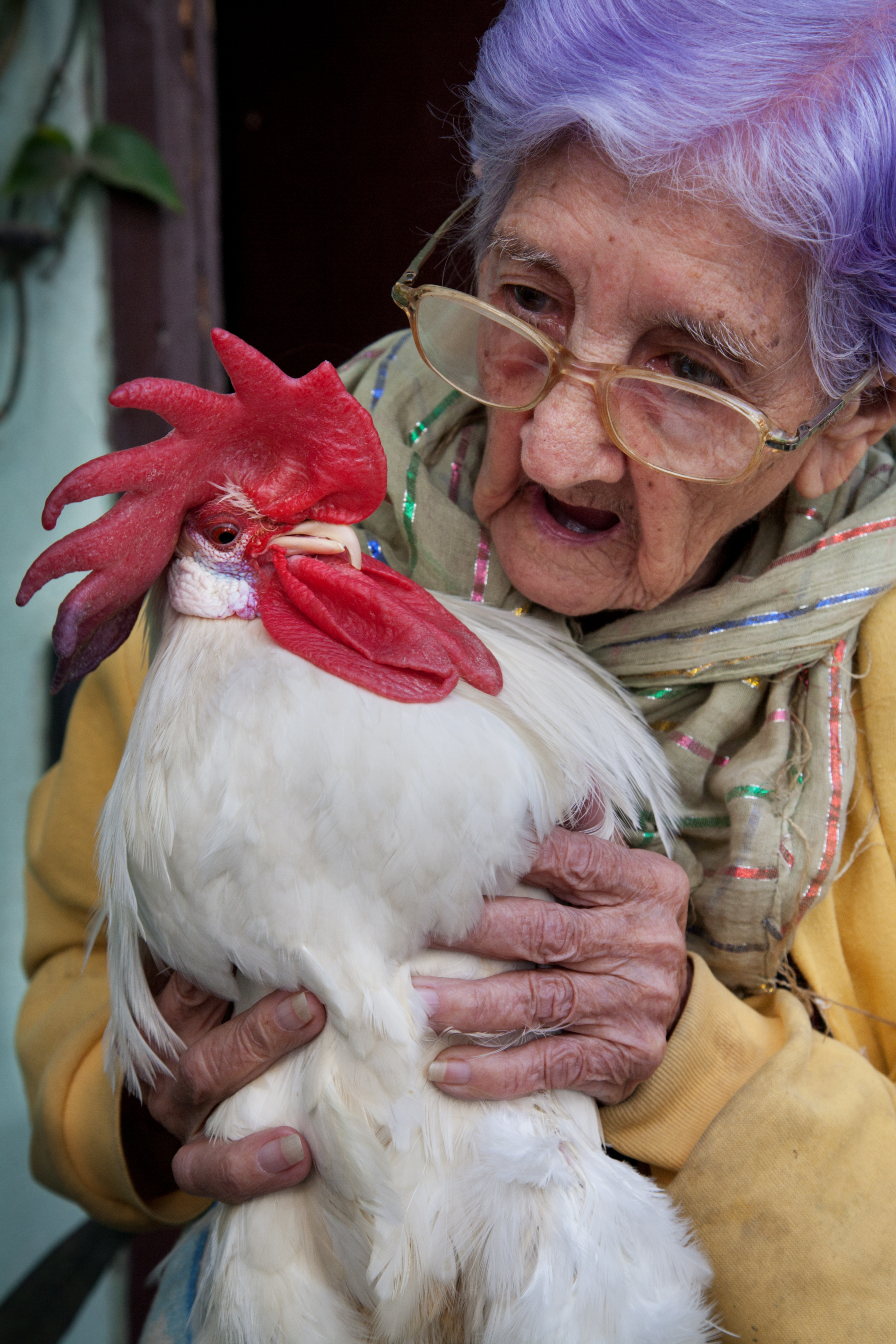
Une nonagénaire de La Havane, Cuba, avec son coq de compagnie

La poule, très majoritairement élevée en tant qu'animal domestique de rente, peut l'être aussi comme animal de compagnie. Elle a gagné en popularité, notamment chez les habitants urbains et suburbains. Pour certaines personnes, son comportement est jugé divertissant, en plus des œufs qu'elle produit quasiment chaque jour.

## Prise en compte du comportement
La poule peut faire office d'animal de compagnie mais le coq, au chant retentissant, protecteur envers ses femelles, gagne à être éloigné des jeunes personnes.
Aux États-Unis, certaines villes autorisent les poules comme animaux domestiques mais d'autres localités refusent cette pratique à cause des chants de coqs.
La vente des poussins colorés à Pâques est très controversée et interdite dans de nombreux endroits[réf. nécessaire].

## Poulailler

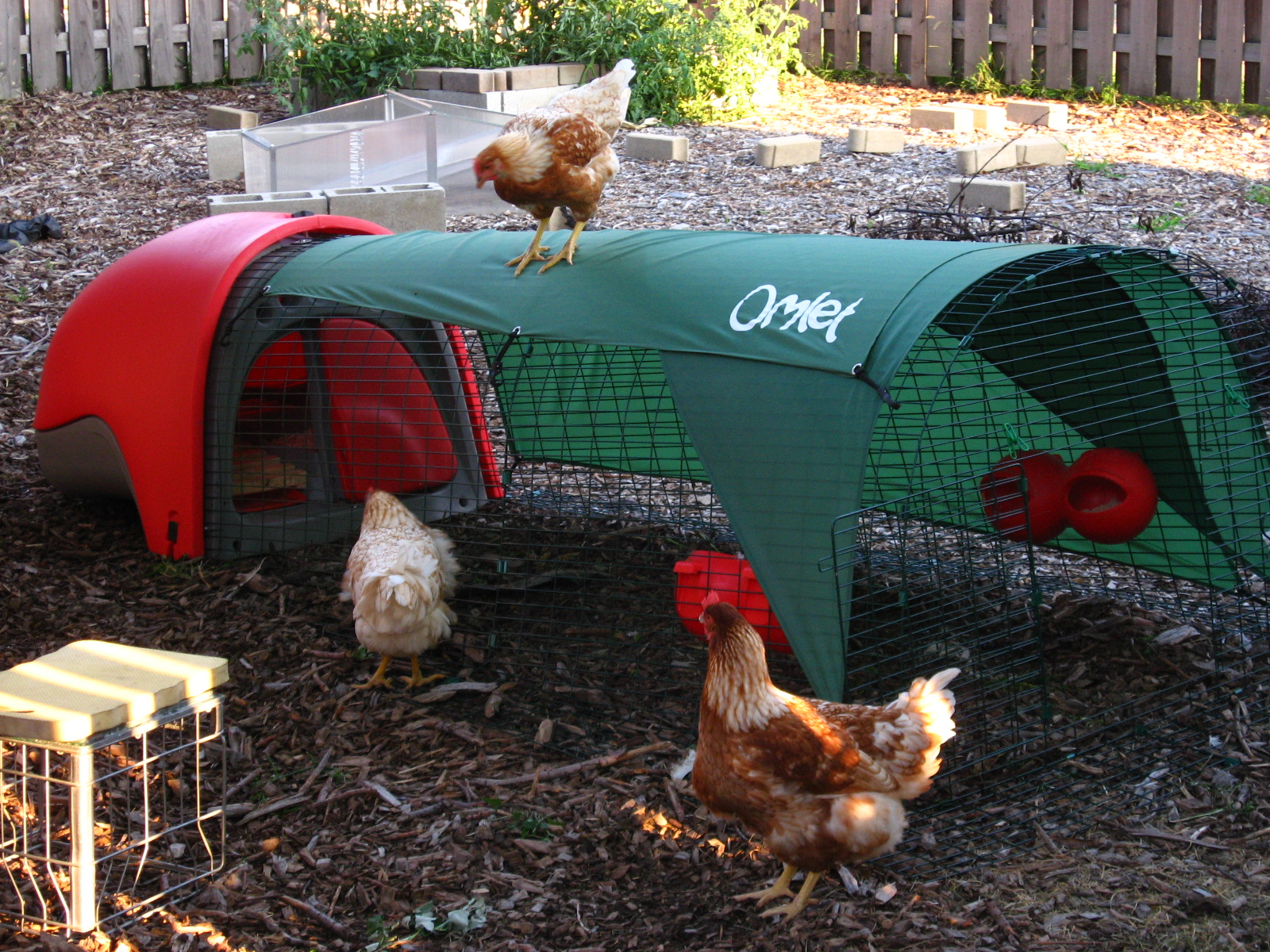
Des poules de compagnie et un petit poulailler léger préfabriqué

Pour leur confort, les poules ont besoin d'un poulailler. Ce dernier leur permet de s'abriter de la pluie et, la nuit, des prédateurs. Il convient de prévoir au minimum de 0,5 m2 de bâtiment par poule.
Le poulailler peut aussi comporter des nichoirs, permettant à la poule d'aller pondre des œufs .

## Galerie

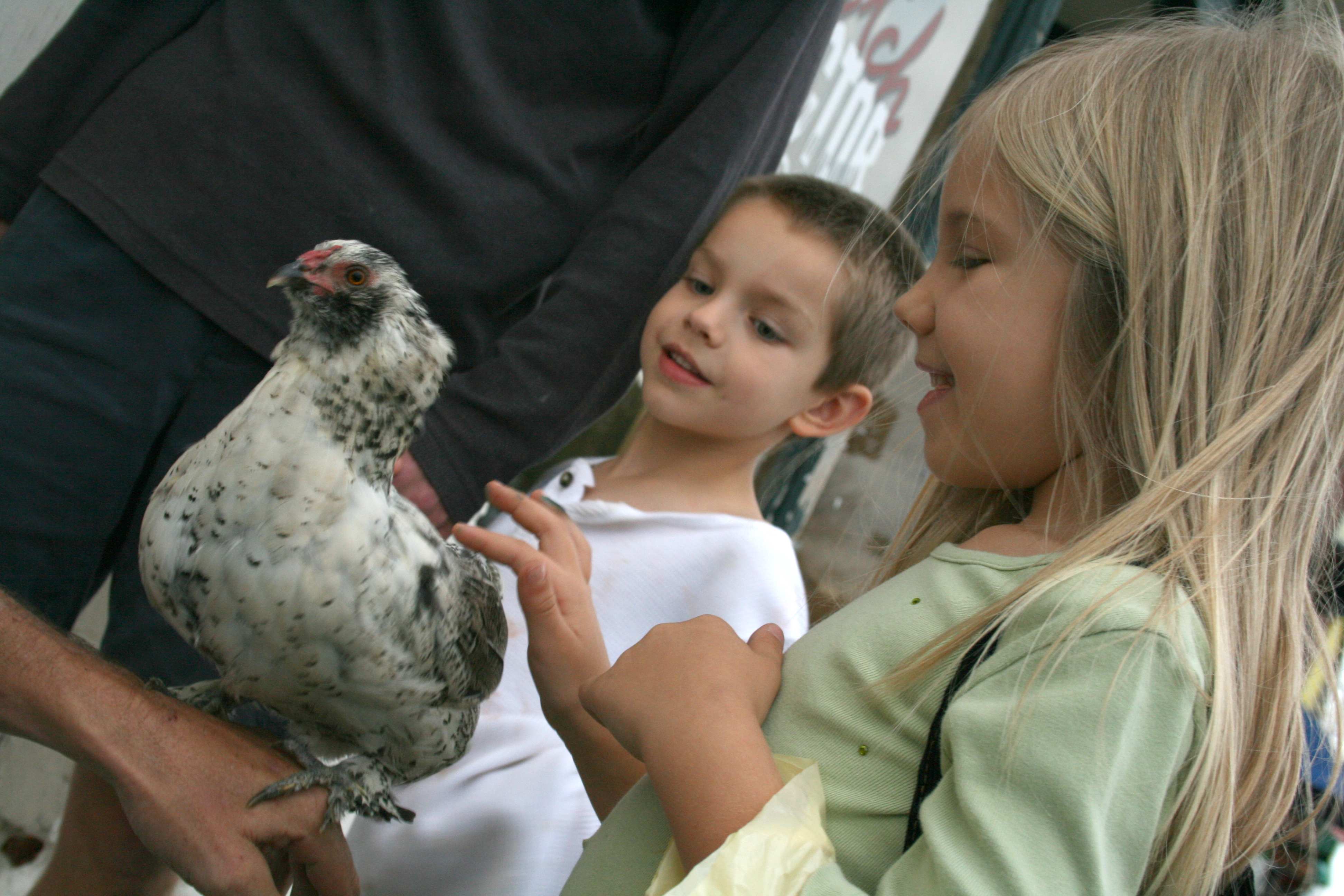
Des enfants caressant une poule
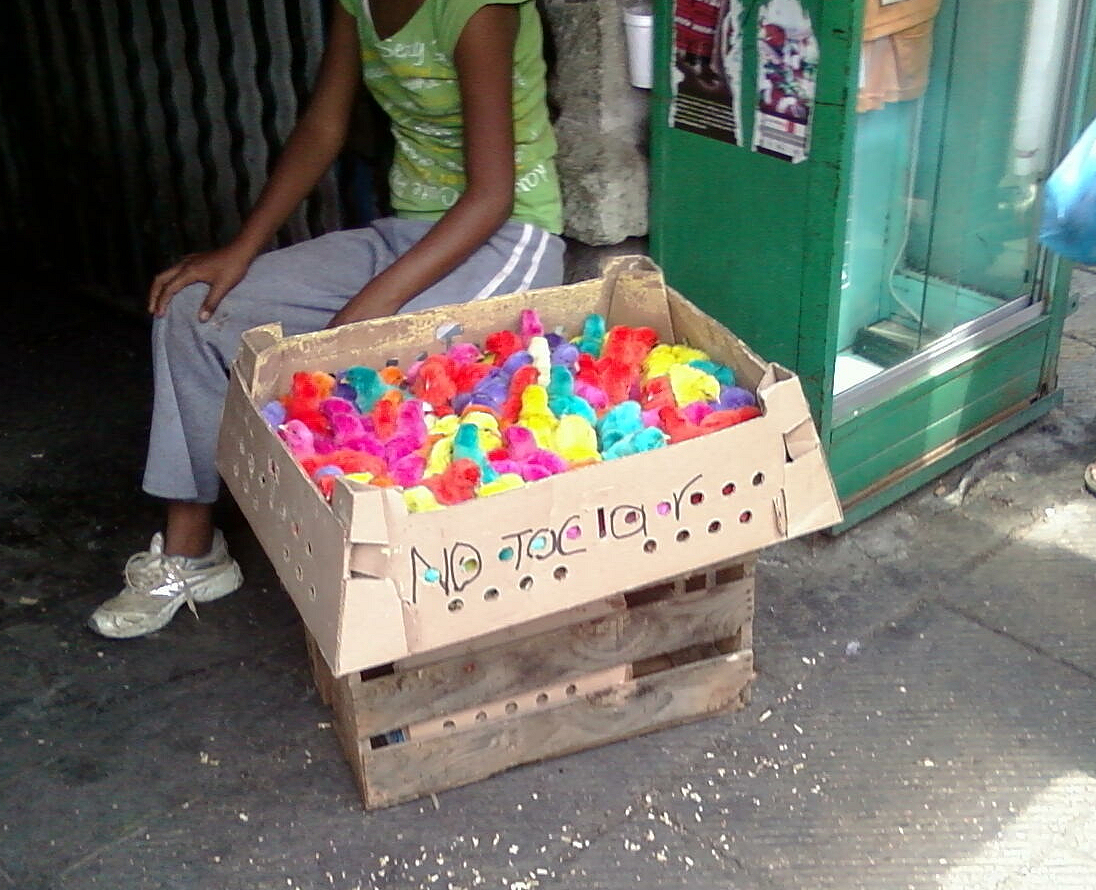
Poussins teints proposés à la vente aux marchés de Mexico